# Marc Vuilleumier
Pour les articles homonymes, voir Vuilleumier.
Marc Vuilleumier, né le 14 juillet 1930 à Courbevoie (originaire de Tramelan) et mort le 15 janvier 2021 à Genève, est un historien suisse.

## Biographie
Marc Vuilleumier, originaire de Tramelan dans le Jura bernois, est né à Courbevoie (Paris). Il est le fils d'un pasteur et d’Emma Magnan. 
Après des études à l’Université de Genève et l’obtention d’une licence en lettres, il enseigne au collège de Genève de 1955 à 1961. Bénéficiaire de plusieurs bourses du Fonds national suisse de la recherche scientifique, il est assistant (1963-1969) à la faculté des lettres de Genève, puis assistant (1974-1979) et chargé d'enseignement (1979-1995) à la faculté des sciences économiques et sociales de cette même ville.
Il est l’auteur de nombreux travaux portant sur l'histoire politique et sociale des XIXe et XXe siècles sur le mouvement ouvrier et socialiste, les réfugiés et immigrés en Suisse. Historien des classes populaires et des « gens sans histoire », il a contribué à une connaissance du passé intégrant l'expérience des milieux ouvriers et de leurs combats.

## Œuvres
- Marc Vuilleumier, Histoire et combats : mouvement ouvrier et socialisme en Suisse, 1864-1960 : (avec liste des œuvres depuis 1995), Lausanne, Editions d'en Bas, 2012.